# Amador (película de 1965)
Amador es una película española de drama estrenada en 1965, dirigida por Francisco Regueiro y protagonizada en los papeles principales por Maurice Ronet y Amparo Soler Leal.

## Sinopsis
Amador es un hombre de negocios que mata a sus amantes cuando cree que ya ha sacado suficiente provecho de ellas. Así mata a su novia Ana y regresa a Guadalajara, su lugar de origen. Una vez tiene suficiente dinero se marcha a Torremolinos, donde intenta vivir de estafar a turistas. Allí se ve implicado de nuevo en el asesinato de una joven turista a la vez que se enamora de Laura, una joven de Madrid.

## Reparto
- Maurice Ronet	como Amador
- Amparo Soler Leal	como Laura
- Yelena Samarina como Julita
- María Luisa Ponte	como Tía Aurora
- Elsa Zabala como Ketty
- José María Prada como Jesús
- Madeleine Dehecq como Camarera de la cafetería
- Xan das Bolas	como Limpiabotas
- Roberto Llamas como Sergio
- Mari Paz Ballesteros como Pilar
- José Álvarez "Lepe" como Padre
- María Elena Flores Camarera del hotel
- Francisco Solinas	como Manolo
- Coral Pellicer como Chica del tren
- Carlos Sánchez como Julito, hijo de Amador
- Chiro Bermejo	como Guardia civil
- Susana Bermejo como Hija de la camarera
- Emilio García Domenech como Sargento guardia
- Fernando Caro	como Camarero club de jazz
- Manuel Ayuso como Camarero del 'Manila'
- Laureano Franco como Posadero
- Luis San Martín como Barbero
- Francisco Serrano	como Julio
- Ricardo G. Lilló	como Señor en la iglesia
- Wilfredo Casado como Recepcionista agencia de viajes
- Luis Rico	como Hostelero en Torremolinos
- Valentín Tornos
- Francisco Azpiazu
- María Asquerino como Ana
- Rafael Cortés	como Policía en teatro
- Margarita Lozano